# Ljusnan

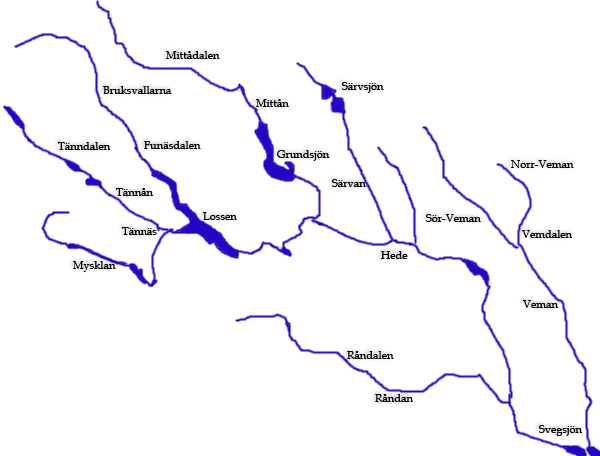
Een kaart van de Ljusnan

De Ljusnan (uitspraak: "juusnan") is een rivier in het midden van Zweden, die van de bergen in Härjedalen naar Hälsingland stroomt en daar in de Botnische Golf stroomt. De Ljusnan is 440km lang en is in de winter bijna geheel bevroren. De grootste watertoevoer komt van de kleinere rivier Voxnan en langs de rivier zijn 18 waterkrachtcentrales te vinden.
Tevens is het de naam van een dagelijkse krant in de Zweedse provincie Hälsingland.